# 狗吠反應
「狗吠」反應是一種放熱反應，由二硫化碳和一氧化二氮的混合物點燃引起。當在圓柱形管中點燃時，反應會產生明亮的閃光和類似吠叫的響聲。
「狗吠」反應是一種燃燒過程，其中燃料（CS2）與氧化劑（N2O）發生反應，產生熱量和硫元素。反應中的火焰前部是一段非常熱的發光氣體區域，由反應物分解產生。
8 N2O + 4 CS2 → S8 + 4 CO2 + 8 N2
1853年4月，尤斯圖斯·馮·李比希在巴伐利亞王室面前示范此反應，但玻璃容器破碎，並使玻璃碎片在特蕾莎王后、她的兒子柳特波德王子以及李比希本人的臉上造成了輕傷。